# Auferstehungskirche (Oberviechtach)

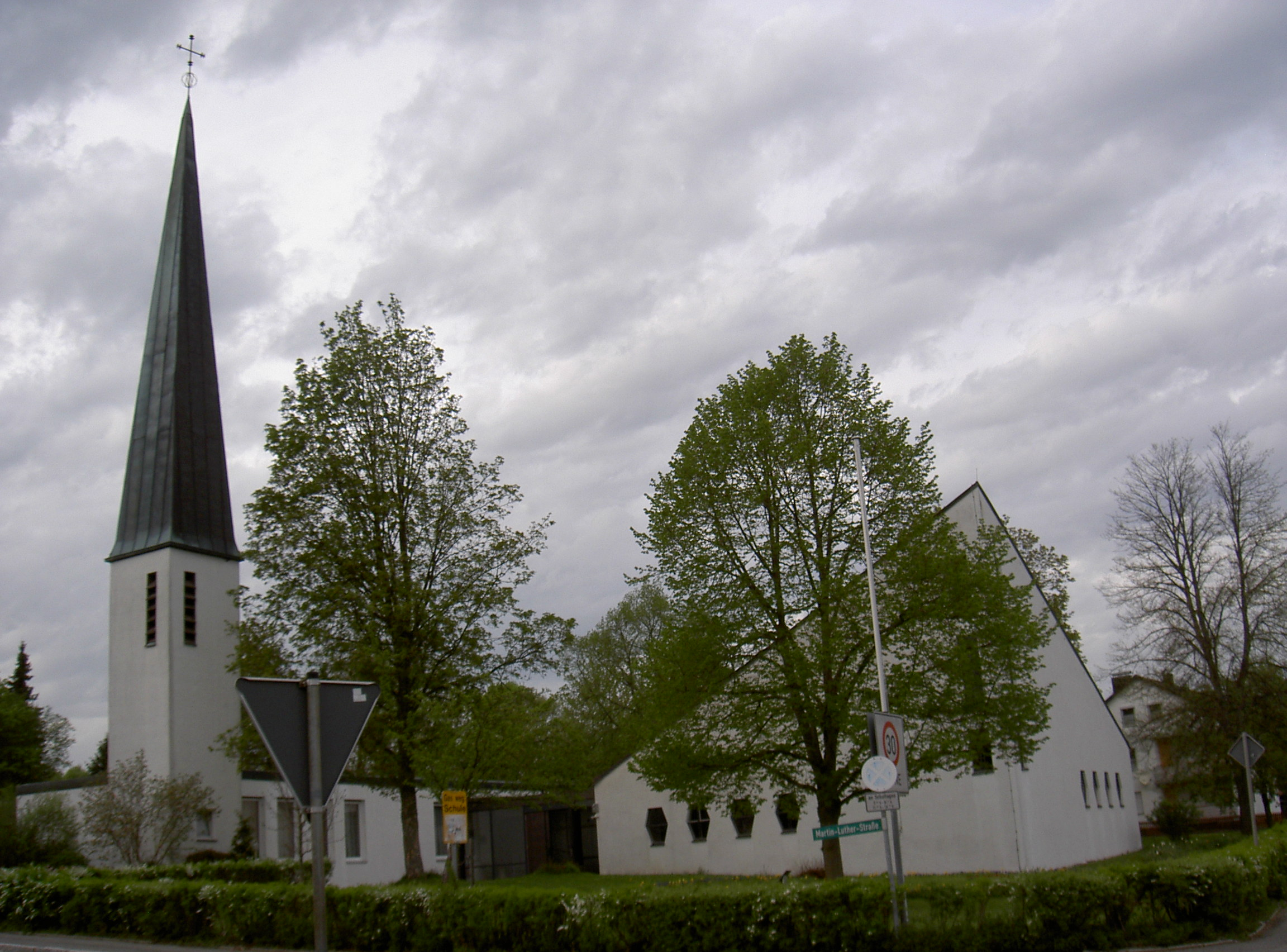
Auferstehungskirche in Oberviechtach

Die 1964 fertiggestellte evangelisch-lutherische Auferstehungskirche des Münchener Architekten Olaf Andreas Gulbransson ist ein moderner Kirchenbau in der bayrischen Gemeinde Oberviechtach im Dekanat Cham/Sulzbach-Rosenberg/Weiden.
Die für Gulbransson Bauten typische offene Zeltarchitektur zeigt sich auch bei diesem Kirchenbau ebenso das Spiel mit geometrischen Grundformen, die zentrale Anordnung von Altar, Kanzel und Taufbecken
sowie das in einem offenen Kreis angeordnete Gegenüber von Pfarrer und Gemeinde. Das Zelt symbolisiert das Zu-Gast-Sein des Menschen auf Erden und soll gleichzeitig an das Stiftszelt aus den Schilderungen im Alten Testament erinnern.